# Distretto di Kham Muang
Il distretto di Kham Muang (in thailandese: คำม่วง) è un distretto (amphoe) della Thailandia, situato nella provincia di Kalasin.